# Bent Iversen
Bent Iversen (født 17. september 1939, død 4. august 2022) var en dansk professor i formueret og var indtil 2006 ansat som professor i retsvidenskab ved Aarhus Universitet. I 1983 opnåede han ved Aarhus Universitet den juridiske Ph.d. - grad (lic.jur.) for afhandlingen Prioritetsstillinger i fast ejendom. Han har desuden selv eller i samarbejde med kollegaer ved andre af landets universiteter skrevet en lang række betydningsfulde bøger om formueret, mellemmandsret, international konkurrenceret mv. og har afholdt øvelser og forelæsninger inden for bl.a. disse emneområder på flere universiteter.
Bent Iversens virke ved Aarhus Universitet er bl.a. beskrevet i ’Festskrift til Bent Iversen’ (udgivet i 2019 af Djøf Forlag). Bogen indeholder en række artikler om juridiske emner skrevet af Bent Iversens danske, norske og svenske universitetskollegaer samt en fuldstændig oversigt over Bent Iversens omfattende forfatterskab. Han er tre gange (af de jurastuderende ved Odense Universitet, Syddansk Universitet og Aarhus Universitet) blevet kåret som årets underviser.
- 2002 – 2006: Professor i retsvidenskab ved Aarhus Universitet
- 1989 – 2002: Professor i Erhvervsret ved Odense Universitet og Syddansk Universitet
- 1983: Ph.D. (lic.jur.) ved Aarhus Universitet
- 1970 – 1989: Lektor ved Aarhus Universitet
- 1966 – 1970: Sekretær i Indenrigsministeriet
- 1964 – 1966: Dommerfuldmægtig ved retterne i Ballerup og Rønne
- 1964: Cand.jur. fra Københavns Universitet